# Rachel Blanchard
Rachel Elise Blanchard (Toronto, 19 maart 1976) is een Canadees actrice en voormalig kindster. Ze speelde onder meer in de op H.G. Wells' boek gebaseerde televisieserie War of the Worlds (1988-90), in de 'jeugdhorror'-serie Are You Afraid of the Dark? (1991-93) en in de van de gelijknamige film afgeleide serie Clueless (1996-99). Daarnaast was ze onder meer te zien als het bedrogen vriendinnetje Tiffany in de filmkomedie Road Trip.

## Acteercarrière

### Televisieseries
Blanchard had al verschillende televisiefilms en afleveringen van jeugdseries achter haar naam staan toen ze op twaalfjarige leeftijd een vaste rol kreeg in het tot televisiereeks vermaakte sciencefictionverhaal War of the Worlds, als Debi McCullough. Nadat haar dienstverband daarin eindigde, kreeg ze een jaar later een rol als Kristen in Are You Afraid of the Dark. Hierin behoorde ze tot een groep kinderen die elkaar spook- of andere onverklaarbare verhalen vertelden die vervolgens in beeld werden gebracht. De serie was op jonge tieners gericht, waardoor de extremiteiten gematigd bleven.
De film Clueless (1995) werd in 1996 opgevolgd door een gelijknamige televisieserie. Blanchard verving hierin Alicia Silverstone als Cher Horowitz, het in de film door Silverstone gespeelde hoofdpersonage. De acteurs van de serie bleven verder herkenbaar, want Silverstone's collega's Stacey Dash, Donald Faison, Elisa Donovan en Sean Holland keerden wel terug in de serie. De hele groep bleef ook meer dan zestig afleveringen Clueless samen.
Blanchard deed vervolgens in 1996 haar intrede in de conservatief-christelijke televisieserie 7th Heaven. Ze speelde hierin veertig afleveringen Roxanne Richardson, de partner van politieagent Kevin Kinkirk (George Stults). Aangezien hij de beoogde partner is van hoofdpersonage Lucy Camden (Beverley Mitchell) zorgt dit voor spanningen tussen de twee vrouwen.

### Films
Blanchards filmloopbaan is minder omvangrijk dan die in televisieseries, maar omvat niettemin meer dan vijftien bioscoop- en meer dan vijf televisiefilms. Zo speelde ze in 1999 in The Rage: Carrie 2, het officiële vervolg op de op Stephen Kings boek gebaseerde horrorfilm Carrie. Een jaar later werd Blanchard verzocht haar haar rood te verven voor een bijrol in de komedie Road Trip (2000). Hierin speelde ze Tiffany Henderson, het vriendinnetje van hoofdpersoon Josh Parker (Breckin Meyer) die probeert te voorkomen dat ze een videoband te zien krijgt waarop hij vreemdgaat met Beth Wagner (Amy Smart). Alleen waar Road Trip voor verschillende van haar medespelers een doorbraak betekende, had Blanchard er destijds op 24-jarige leeftijd al een half leven voor de camera's opzitten.

## Filmografie
Exclusief televisiefilms, tenzij aangegeven
| - Dark Hearts (2014) - Scrapper (2013) - Mad Ship (2013) - My Uncle Rafael (2012) - Overnight (2012) - Daydream Nation (2010) - Open House (2010) - Spread (2009) - Growing Op (2008) - Adoration (2008) - Anne of Green Gables: A New Beginning (2008) - Careless (2007) | - Snakes on a Plane (2006) - Comeback Season (2006) - Where the Truth Lies (2005) - Without a Paddle (2004) - The Wild Dogs (2002) - Chasing Holden (2001) - Nailed (2001) - Sugar & Spice (2001) - Road Trip (2000) - The Rage: Carrie 2 (1999) - Iron Eagle IV (1995) - On My Own (1993) |

## Televisieseries
Exclusief eenmalige gastrollen
- The Summer I Turned Pretty (2022-2023)
- You Me Her - Emma (2016-...)
- Another Period - Endive Savoy (2015-2018, drie afleveringen)
- Fargo - Kitty Nygaard (2014, vijf afleveringen)
- Legit - Allie (2013, twee afleveringen)
- Everything She Ever Wanted - Rachel Reede (2009, twee afleveringen)
- Flight of the Conchords - Sally (2007, twee afleveringen)
- Peep Show - Nancy (2004-2007, acht afleveringen)
- 7th Heaven - Roxanne Richardson (2002-2004, veertig afleveringen)
- Clueless - Cher Horowitz (1996-1999, 61 afleveringen)
- Chris Cross - Dinah McGee (1993-1994, dertien afleveringen)
- Are You Afraid of the Dark? - Kristen (1991-1993, 26 afleveringen)
- War of the Worlds - Debi McCullough (1988-1990, 24 afleveringen)

- Biblioteca Nacional de España: XX1553103
- Bibliothèque nationale de France: cb15589327d (data)
- Gemeinsame Normdatei: 141213949
- International Standard Name Identifier: 0000 0000 7848 8115
- Library of Congress Control Number: no2008180505
- MusicBrainz: 462bc59a-b02f-4cd0-b0e1-593f6c6152c2
- Nationale Bibliotheek van Polen: a0000001853732
- Système universitaire de documentation: 143145940
- Virtual International Authority File: 5248314
- WorldCat: E39PBJc7YrKGyRWTbXQ7mYCRKd